# 孫續
孫續（1513年—1565年），字道父，號豐泉，四川成都府綿州軍籍，直隸松江府上海縣人，明朝政治人物。

## 生平
嘉靖十六年（1537年）丁酉科四川鄉試第二十五名舉人，二十年（1541年）中式辛丑科會試第一百六十名，二甲第二十名進士。任刑部郎中，二十五年（1546年）正月恤刑湖廣，二十七年（1548年）出為真定府知府，升貴州按察司副使，四十四年（1565年）卒。

## 家族
曾祖孫本洪；祖父孫鵬，壽官；父孫萬鎰。母徐氏；繼母邵氏。具慶下。兄孫繼，弟孫緒、孫繩、孫纘、孫綸、孫經。